# Tupí-Guaraní-Sprachen
Die Tupí-Guaraní-Sprachen bilden die wichtigste Untergruppe der Tupí-Sprachen in Südamerika. Sie umfasst 53 Sprachen in 11 Gruppen. Die bekanntesten Vertreter dieser indigenen Sprachen Amerikas sind die Guaraní-Untergruppe sowie die heute ausgestorbenen Sprachen Tupí und Tupinambá.
Die Wörter Carioca, Capoeira, Tanga, Jacaranda, Jaguar, Piranha und Arassari haben ihren Ursprung im Tupí. Außerdem haben viele brasilianische Städte- und Ortsnamen ihren Ursprung in den Tupí-Guaraní-Sprachen.

## Klassifikation der Tupí-Guaraní-Sprachen
- Guarani I: Pai Tavytera (Paraguay), Ñandeva (Paraguay)
- Guarayu-Siriono-Jora II: Jorá (Bolivien), Yuqui (Bolivien)
- Pauserna: Pauserna (Bolivien)
- Untergruppe I: Aché (Paraguay), Guaraní Ava (Paraguay), Guaraní Eastern Bolivian (Bolivien), Guaraní Mbyá (Paraguay, Argentinien, Brasilien), Paraguayisches Guaraní (Paraguay), Westliches bolivianisches Guaraní (Bolivien), Kaiwá (Brasilien), Xetá (Brasilien)
- Untergruppe II: Guarayu (Bolivien), Sirionó (Bolivien)
- Untergruppe III: Cocama-Cocamilla (Peru), Nheengatu (Ñe'engatú) (Brasilien), Omagua (Peru), Potiguára (Brasilien), Tupí (Brasilien), Tupinambá (Brasilien), Tupinikin (Brasilien)
- Untergruppe IV: Asurini Tocantins (Brasilien), Avá-Canoeiro (Brasilien), Guajajára (Brasilien), Parakanã (Brasilien), Suruí do Pará (Brasilien), Tapirapé (Brasilien), Tembé (Brasilien)
- Untergruppe V: Araweté (Brasilien), Asurini aus Xingu (Brasilien), Kayabí (Brasilien)
- Untergruppe VI: Amundava (Brasilien), Apiaká (Brasilien), Júma, (Brasilien), Karipúna (Brasilien), Karipuna (Brasilien), Morerebi (Brasilien), Paranawát (Brasilien), Tenharim (Brasilien), Tukumanféd (Brasilien), Uru-Eu-Wau-Wau (Brasilien), Uru-Pa-In (Brasilien), Wiraféd (Brasilien)
- Untergruppe VII: Kamayurá (Brasilien)
- Untergruppe VIII: Amanayé (Brasilien), Anambé (Brasilien), Emerillon (Französisch-Guayana), Guajá (Brasilien), Kaapor (Brasilien), Turiwára (Brasilien), Wayampi (Brasilien), Zo’é (Brasilien)
- Aurá (Brasilien)